# Tomoxia abrupta
Tomoxia abrupta là một loài bọ cánh cứng trong họ Mordellidae. Loài này được Ray miêu tả khoa học năm 1944.